# Falanok
Falanok, sibetmangust eller myrsibetdjur (Eupleres goudotii) är ett rovdjur i familjen Eupleridae som lever endemiskt på Madagaskar.

## Utseende
Artens päls är mjuk och tät. Pälsfärgen varierar beroende på underart. Hos E. g. goudotii som förekommer i östra Madagaskar är pälsen écru. Hos den västra underarten (E. g. major) är hanarna bruna och honorna grå. Dessa djur har en klumpig kropp och en yvig tjock svans som är 22 till 25 centimeter lång. Den övriga kroppens längd ligger mellan 45 och 65 centimeter. Den västra populationen är i snitt 10 till 20 centimeter längre än den östra. Djurens vikt ligger mellan 2 och 4 kilogram.
Huvudet kännetecknas av en långdragen nos. Falanok skiljer sig genom sina tänder från andra arter i samma familj. Dessa är likformiga liksom hos insektsätarna. Vid varje fot finns en förstorade första tå och alla tår är utrustade med långa klor.

## Utbredning
Falanok lever i våta skogar på nordvästra och östra Madagaskar. De påträffas huvudsakligen nära kustlinjen. De saknas i centrala Madagaskars bergsregioner. Den hittas allmänt inte i bergstrakter som är högre än 1 050 meter.

## Ekologi
Arten är aktiv under gryningen eller natten. Den vilar i naturliga håligheter eller självgrävda bon. Vanligtvis lever varje individ ensam men det förekommer ibland mindre grupper. Varje gruppering har ett avgränsat revir som markeras med vätska från analkörteln. Falanok lever uteslutande på marken. Under hösten kan de spara upp till 800 gram fett i svansen. Därför antas att de håller vinterdvala. Å andra sidan har falanok iakttagits även under vintern.

### Föda
Falanok lever nästan uteslutande av daggmaskar och andra ryggradslösa djur, därför har den speciella tänder. Det förmodas att de undviker fåglar, mindre däggdjur och frukter helt. Med sin långa nos och de skarpa klorna har de bra förmåga att leta under jorden efter föda.

### Fortplantning
Hannar och honor parar sig allmänt mellan juli och augusti. Honan föder sedan i november en eller två ungar som väger omkring 150 gram. Nyfödda ungar har redan päls och öppna ögon. Efter cirka nio veckor slutar honan med digivning.

## Hot
Tidigare jagades dessa djur för deras svansar som användes som smycken. Idag består faran i skogsröjning samt införda konkurrenter som tamhundar och sibetkatten (Viverricula indica). En viss jakt för köttets skull blev dokumenterad. IUCN listar arten som nära hotad (near threatened).

## Systematik
Falanok räknades traditionellt till familjen viverrider men efter genetiska undersökningar ingår den idag i familjen Eupleridae.
Tidigare klassificerades de två underarterna som olika arter men denna indelning är idag föråldrad.